# William W. Sager
William W. Sager (Washington DC, EUA, 22 d'agost del 1954) és un científic estatunidenc, concretament, un geofísic marí.
Sager va començar els seus estudis a la Universitat de Duke, on el 1976 es va llicenciar en Física. Posteriorment, va realitzar dues especialitzacions a la Universitat de Hawaii, una en Geologia i Geofísica, acabada el 1979, i l'altre en Geofísica marina, acabada el 1983.
Com a geofísic marí, el Dr Sager treballa sobretat en la investigació relativa a la història de la Terra, sobretot a través de la tectònica de plaques i les conques oceàniques. William Sager ha estat en 38 creuers d'investigació, essent director científic de 17 d'ells. Ha participat en set creuers de l'Ocean Drilling Program i va ser codirector científic de dos d'aquests. Els estudis que ha realitzat actualment se centren en estudis geofísics de punts d'accés i altiplans de l'oceà i com es van formar i evolucionar, així com les interpretacions d'anomalies magnètiques i la polaritat d'escala previst de reversió geomagnètica. En el transcurs d'aquest projecte és quan Sager va descobrir la condició de volcà del massís Tamu.
William Sager ha publicat nombrosos articles sobre els mesuraments paleomagnètics i les seves interpretacions de la tectònica de plaques, especialment per a la placa de l'Pacífic. També està interessat en l'alta resolució de la geofísica marina, utilitzant sonars i altres sensors per estudiar el fons marí i el desenvolupament geològic de la plataforma i els marges continentals, especialment al golf de Mèxic.
Sager ha publicat més de 90 articles arbitrats en revistes i llibres. Ha guanyat més de 40 beques de recerca per un total de gairebé 4,5 M de dòlars i va rebre el Distinguished Achievement in Research Award del College of Geosciences l'any 2003, així com va ser el primer titular del Jane and R. Ken Williams ’45 Chair in Ocean Drilling Science, Education, and Technology d'aquest mateix any.

## Publicacions de l'autor
- Sager, W. W. Divergence between paleomagnetic and hotspot model predicted polar wander for the Pacific plate with implications for hotspot fixity, in Plates, Plumes, and Planetary Processes, Special Paper 430, G. R. Foulger and D. M. Jurdy, eds., Boulder, Colorado, Geological Society of America, pp. 335-359, 2007.
- Beaman, M., W. W. Sager, G. D. Acton, L. Lanci, and J. Pares. Improved Late Cretaceous and early Cenozoic Paleomagnetic apparent polar wander path for the Pacific plate, Earth and Planetary Science Letters, 262, 1-20, 2007.
- Tivey, M. A., W. W. Sager, S. M. Lee, and M. Tominaga. Rapid magnetic field reversal and low amplitude as cause of the Pacific Jurassic Quiet Zone, Geology, 34, 789-792, 2006.
- Sager, W. W. Cretaceous Basalt Core Paleomagnetic Poles for the Pacific Plate: Implications for Apparent Polar Wander and Plate Tectonics, Phys. Earth Planet. Int., 156, 329-349, 2006.
- Sager, W. W. What Built Shatsky Rise, a Mantle Plume or Ridge Tectonics? in Plates, Plumes, and Paradigms, Special Paper 388, G. R. Foulger, J. H. Natland, D. C. Presnall, and D. L. Anderson (Eds.), Geological Society of America, Boulder, CO, pp. 721-733, 2005.
- Sager, W. W. A Chron. 33r Paleomagnetic Pole for the Pacific Plate, Geophys. Res. Lett., 30, doi: 10.1029/2003GLO17964.
- Sager, W.W., I. R. MacDonald and R. Hou. Side Scan Sonar imaging of hydrocarbon seeps on the Louisiana continental slope, Amer. Assoc. Petrol. Geol. Bull. 88, 725-746, 2004.
- Sager, W.W., and B. Horner-Johnson. Paleomagnetism of basaltic rocks cored at ODP Site 1179: Implications for paleolatitude and the mid-cretaceous plaleomagnetic pole, Proc. ODP, Sci. Res. 191, in press.
- Sager, W. W., I. R. MacDonald, and R. Hou. Geophysical signatures of mud mounds at hydrocarbon seeps on the Louisiana continental slope, northern Gulf of Mexico, Marine Geology, 198, 97-132, 2003.
- Sager, W. W. Basalt Core Paleomagnetic Data from Detroit Seamount, Northern Emperor Seamount Chain, and Implications for the Paleolatitude of the Hawaiian Hotspot, Earth Planet. Sci. Lett., 199, 347-358, 2002.
- Sager, W. W. and A. A. P. Koppers. Late Cretaceous polar wander of the Pacific plate: evidence of a true polar wander event, Science, 287, 455-459, 2000.
- Sager, W. W., J. Kim, A. Klaus, M. Nakanishi, and L. M Khankishieva. Bathymetry of Shatsky Rise, Northwest Pacific Ocean: Implications for Ocean Plateau Development at a Triple Junction, J. Geophys. Res., 104, 7557-7576, 1999.
- Nakanishi, M., W. W. Sager, and A. Klaus, Magnetic lineations within Shatsky Rise, northwest Pacific Ocean : Implications for hot spot-triple junction interaction and oceanic plateau formation, J. Geophys. Res., 104, 7539-7556, 1999.
- Sager, W. W., W. W. Schroeder, K. S. Davis, and R. Rezak. A Tale of Two Deltas: Seismic Mapping of Near Surface Sediments on the Mississippi-Alabama Outer Shelf and Implications for Recent Sea Level Fluctuations, Mar. Geol., 160, 119-136, 1999.
- Sager, W. W., C. S. Lee, I. R. Macdonald, and W. W. Schroeder. High-frequency near-bottom acoustic reflection signatures of hydrocarbon seeps on the northern Gulf of Mexico continental slope, Geo-Mar. Lett., 18, 267-276, 1999.
- Sager, W.W., C.J. Weiss, M. Tivey, and H.P. Johnson. Geomagnetic Polarity reversal model of deep-tow profiles from the Pacific Jurassic 'Quiet Zone', J. Geophys. Res., 103, 5269-5286, 1998.